# Vîteazivka, Bobrîneț
Vîteazivka (în ucraineană Витязівка) este localitatea de reședință a comunei Vîteazivka din raionul Bobrîneț, regiunea Kirovohrad, Ucraina.

## Demografie
Componența lingvistică a localității Vîteazivka
     Ucraineană (95%)
     Rusă (2,4%)
     Alte limbi (1,54%)
Conform recensământului din 2001, majoritatea populației localității Vîteazivka era vorbitoare de ucraineană (95%), existând în minoritate și vorbitori de rusă (2,4%) și armeană (1,06%).